# Trichoplusia dolera
Trichoplusia dolera là một loài bướm đêm trong họ Noctuidae.